# John Patton
John Patton, Jr., född 30 oktober 1850 i Curwensville, Pennsylvania, död 24 maj 1907 i Grand Rapids, Michigan, var en amerikansk republikansk politiker. Han representerade delstaten Michigan i USA:s senat 1894–1895.
Patton gick i skola i Phillips Academy. Han utexaminerades 1875 från Yale och avlade 1877 juristexamen vid Columbia Law School. Han flyttade 1878 till Michigan och inledde sin karriär som advokat i Grand Rapids.
Senator Francis B. Stockbridge avled 1894 i ämbetet och guvernör John T. Rich utnämnde Patton till senaten. Han efterträddes 1895 av Julius C. Burrows. Patton var sedan verksam inom bankbranschen. Han avled 1907 och gravsattes på Oakhill Cemetery i Grand Rapids. Brodern Charles Emory Patton var kongressledamot 1911–1915.